# Golpe de Estado en Guinea en 2008
El golpe de Estado en Guinea en 2008 fue declarado el 23 de diciembre por un grupo con influencia militar, horas después de la muerte del gobernante militar Lansana Conté. El portavoz de un grupo autodenominado Consejo Nacional para la Democracia y el Desarrollo comenzó a anunciar el golpe alrededor de las 07.30 por la radio y la televisión estatales.
El capitán Mussa Dadis Camara anunció que un consejo de líderes militares y civiles será creado para sustituir al gobierno ya que las instituciones estatales son "incapaces de resolver la crisis que el país afronta". Los militares se acantonaron cerca del aeropuerto de Conakri.

## Primeras reacciones
En respuesta al golpe, el primer ministro Ahmed Tidiane Souaré realizó un comunicado pidiendo calma a la población. Estuvo acompañado por el jefe del Estado Mayor, Diarra Camara, lo que según los observadores internacionales puede significar divisiones en el ejército. Aboubacar Somparé, presidente de la Asamblea Nacional y que según la constitución debe ser el sucesor de Conté, confirmó el golpe aunque rebajó su importancia. Souaré por su parte declaró que el gobierno no se ha disuelto.

## Triunfo del golpe
El 25 de diciembre el primer ministro Ahmed Tidiane Souaré se entregó con todo su gobierno a los militares golpistas, declarando su lealtad a Mussa Dadis Camara. Camara juró como nuevo presidente ese mismo día, declarando que se convocarían unas elecciones presidenciales en las que él no se presentaría.

## Reacciones internacionales
- La Unión Africana condenó el golpe por ser una violación flagrante de la Constitución del país. Además se convocó una reunión de emergencia el 24 de diciembre para analizar la situación.[8]
  -  Senegal se desmarcó de las condenas al declarar Abdoulaye Wade, presidente del país, que el golpe merecía su apoyo y mostrando su confianza en Camara.[9] Wade sostiene que los miembros de la junta “no están interesados en el poder por el poder sino para lograr evitar conflictos sociales y étnicos”.[10]
- La Comunidad Económica de Estados de África Occidental advirtió que Guinea podría ser suspendida de la organización si los militares asumieran el poder.[11]
- La  Unión Europea condenó el golpe e hizo un llamamiento a los militares y el gobierno para hacer una transición pacífica.[12]
- Estados Unidos expresó esperanza para "una transición pacífica y democrática". Un portavoz dijo: "Nosotros trabajamos con nuestros compañeros en Guinea y otros países de la región, además de la Unión Africana, para animar a que las instituciones en Guinea tomen todos los pasos necesarios para asegurar una transición pacífica y democrática".[13] Tras la autoproclamación como presidente de Cámara, los estadounidenses siguieron exigiendo una vuelta a la normalidad constitucional, desconfiando del plazo impuesto para convocar unas elecciones.[9]